# Vic-le-Fesq
Vic-le-Fesq är en kommun i departementet Gard i regionen Occitanien i södra Frankrike. Kommunen ligger i kantonen Quissac som tillhör arrondissementet Le Vigan. År 2022 hade Vic-le-Fesq 582 invånare.

## Befolkningsutveckling
Antalet invånare i kommunen Vic-le-Fesq
Referens:INSEE